# FC Guria Lanchkhuti
El FC Guria Lanchkhuti es un club de fútbol de la ciudad de Lanchkhuti en Georgia, fue fundado en 1924 y disputa actualmente la Umaglesi Liga la máxima categoría futbolística en el país.

## Historia
Fue fundado en 1924 con el nombre Kolmeurne Lanchkhuti, nombre que cambiaron por el actual en 1960. Sus primeros logros deportivos fueron los títulos en la Liga Soviética de Georgia los años 1961, 1966 y 1971. En 1980 asciende a la Primera Liga Soviética, la segunda categoría del fútbol soviético, y en 1986 asciende por vez a la Primera División de la URSS. En 1987 termina último en el puesto 16. En 1989 vuelve a ganar el derecho a jugar en la Primera División 1990, pero se niega a participar por razones políticas y se une al naciente campeonato georgiano la Umaglesi Liga.
En las dos primeras temporadas de la Umaglesi Liga alcanza el subcampeonato en 1990 y 1991.

## Palmarés
- Primera Liga Soviética:
  - Subcampeón: 1986, 1989

- Segunda Liga Soviética:
  - Campeón: 1976, 1979
  - Subcampeón: 1968, 1969, 1978

- Liga Soviética de Georgia:
  - Campeón: 1961, 1966, 1971

- Umaglesi Liga:
  - Subcampeón: 1990, 1991

- Pirveli Liga:
  - Campeón: 2001, 2013

- Meore Liga:
  - Subcampeón: 2008

- Copa Soviética de Georgia:
  - Campeón: 1965, 1966, 1971

- Copa de Georgia (1): 
  - Campeón: 1990

## Temporadas
| temporada | Liga                  | Pos.  | Pd. | PG | PE | PP | GF | GA | Pts | Copa | Notas     |
| --------- | --------------------- | ----- | --- | -- | -- | -- | -- | -- | --- | ---- | --------- |
| 1987      | Primera División URSS | 16    | 30  | 5  | 8  | 17 | 18 | 38 | 18  |      | Relegado  |
| 1988      | Primera Liga URSS     | 4     | 42  | 23 | 7  | 12 | 71 | 44 | 53  |      |           |
| 1989      | Primera Liga URSS     | 2     | 42  | 27 | 9  | 6  | 78 | 39 | 63  |      |           |
| 1990      | Umaglesi Liga         | 2     | 34  | 22 | 6  | 6  | 73 | 20 | 72  |      |           |
| 1991      | Umaglesi Liga         | 2     | 19  | 14 | 4  | 1  | 38 | 15 | 46  |      |           |
| 1991–92   | Umaglesi Liga         | 4     | 38  | 22 | 3  | 13 | 89 | 56 | 69  |      |           |
| 1992–93   | Umaglesi Liga         | 12    | 32  | 12 | 2  | 18 | 37 | 57 | 38  |      |           |
| 1993–94   | Umaglesi Liga         | 2west | 14  | 9  | 0  | 5  | 36 | 22 | 27  |      |           |
| 1994–95   | Umaglesi Liga         | 13    | 30  | 8  | 6  | 16 | 36 | 81 | 30  |      |           |
| 1995–96   | Umaglesi Liga         | 13    | 30  | 9  | 0  | 21 | 35 | 74 | 27  |      |           |
| 1996–97   | Umaglesi Liga         | 13    | 30  | 10 | 3  | 17 | 33 | 63 | 33  |      |           |
| 1997–98   | Umaglesi Liga         | 14    | 30  | 6  | 9  | 15 | 30 | 58 | 27  |      |           |
| 1998–99   | Umaglesi Liga         | 16    | 30  | 3  | 4  | 23 | 34 | 87 | 13  |      | Relegado  |
| 1999–00   | Regionuli Liga        |       |     |    |    |    |    |    |     |      |           |
| 2000–01   | Pirveli Liga          |       |     |    |    |    |    |    |     |      |           |
| 2001–02   | Umaglesi Liga         | 10    | 22  | 3  | 6  | 13 | 14 | 44 | 15  |      | Relegado  |
| 2002–03   | Pirveli Liga          |       |     |    |    |    |    |    |     |      |           |
| 2003–04   | Pirveli Liga          | 10    | 30  | 13 | 6  | 11 | 38 | 37 | 45  |      |           |
| 2004–05   | Pirveli Liga          | 10    | 30  | 10 | 8  | 12 | 30 | 45 | 38  |      |           |
| 2005–06   | Pirveli Liga          | 9     | 34  | 14 | 5  | 15 | 50 | 47 | 47  |      |           |
| 2006–07   | Pirveli Liga          | 15    | 34  | 8  | 7  | 19 | 36 | 76 | 31  |      | Relegado  |
| 2007–08   | Meore Liga West       | 2     | 22  | 15 | 6  | 1  | 49 | 17 | 51  |      | Ascendido |
| 2008–09   | Pirveli Liga          | 6     | 14  | 7  | 2  | 5  | 24 | 21 | 23  |      |           |
| 2009–10   | Pirveli Liga          | 4     | 28  | 16 | 5  | 7  | 53 | 32 | 53  |      |           |
| 2010–11   | Pirveli Liga          | 6     | 32  | 14 | 4  | 14 | 50 | 59 | 46  |      |           |
| 2011–12   | Pirveli Liga B Zona   | 2     | 18  | 12 | 3  | 3  | 41 | 15 | 39  |      |           |
| 2012–13   | Pirveli Liga A Zona   | 1     | 33  | 27 | 4  | 2  | 86 | 20 | 85  |      | Ascendido |
| 2013–14   | Umaglesi Liga         | 6     | 32  | 12 | 0  | 20 | 31 | 53 | 36  |      |           |

## Jugadores

### Plantilla
- = Lesionado de larga duración
- = Capitán

## Entrenadores
| - Givi Imnaishvili (1952–53) - Vladimer Narimanidze (1954–55) - Viktor Berezhnoi (1956) - Boris Chitaia (1957–58) - Shalva Kakabadze (1959–79) - Aleqsandre Kotrikadze (1980) - Murtaz Khurtsilava (1981–82) - Shalva Kakabadze (1983–84) - Begi Sikharulidze (1985–86) - Aleqsandre Kotrikadze (1986) - Mikhail Fomenko (1987–89) | - Gigla Imnadze (1990) - Murtaz Khurtsilava (1990–93) - Teimuraz Chkhiadze (1993–94) - Gigla Imnadze (1994–95) - Begi Sikharulidze (1995–96) - Boris Dudarov (1996) - Gigla Imnadze (1996–97) - Gia Tavadze (Jan 1997–??) - Avtandil Nariashvili (Aug 1997–??) - Davit Makharadze (July 22, 2013–Sept 18, 2013) - Roman Pokora (Sept 19, 2013–) |